# Mercedes Cabrera
Mercedes Cabrera Calvo-Sotelo (Madrid, 12 dicembre 1951) è una politica e storica spagnola, Ministro dell'Istruzione e delle Scienze dall'aprile 2006 all'aprile 2009, Ministro dell'Educazione, delle Politiche sociali e dello Sport (2008-2009), deputata al Parlamento per la circoscrizione di Madrid (2004-2011).

## Biografia
Nata a Madrid in una famiglia che comprende varie figure storiche e politiche. Da parte di padre, è la nipote dello scienziato delle Canarie José Cabrera Felipe, il cui nome è dato alla prima centrale nucleare costruita in Spagna (a Zorita de los Canes) e la pronipote del fisico e accademico delle Canarie Blas Cabrera Felipe. Da parte di madre, è nipote dei politici spagnoli Leopoldo Calvo-Sotelo, ex presidente del governo (1981-1982), e Fernando Morán, ex ministro degli Affari Esteri (1982-1985), e pronipote del leader monarchico durante la Seconda Repubblica José Calvo Sotelo e dello scrittore e accademico della lingua Joaquín Calvo Sotelo.

## Carriera
Ha conseguito un dottorato di ricerca in Scienze Politiche e Sociologia presso l'Università Complutense di Madrid (tesi: "Le organizzazioni dei datori di lavoro durante la Seconda Repubblica") e dal 1996 Professore di Storia del Pensiero e dei Movimenti Sociali e Politici presso l'Università Complutense.  È stata eletta deputata del Partito Socialista Operaio Spagnolo (PSOE), per la circoscrizione di Madrid, tra il 2004 e il 2011.
Nel 2004 è stata eletta Presidente della Commissione educazione e scienza del Congresso dei Deputati. Il 7 aprile 2006 è stata nominata a capo del Ministero dell'Istruzione e delle Scienze su proposta del Presidente del Governo, José Luis Rodríguez Zapatero. A capo del Ministero sviluppò la "Legge Organica dell'Educazione", approvata dalle Cortes su richiesta del suo predecessore, María Jesús San Segundo. Durante la sua permanenza al Ministero, ha sviluppato un'ambiziosa riforma universitaria, con il sostegno di Miguel Ángel Quintanilla, Segretario di Stato per l'Università e la Ricerca, il cui elemento essenziale era la Legge di Modifica della Legge Organica delle Università. La LOE modificò radicalmente il sistema universitario spagnolo.

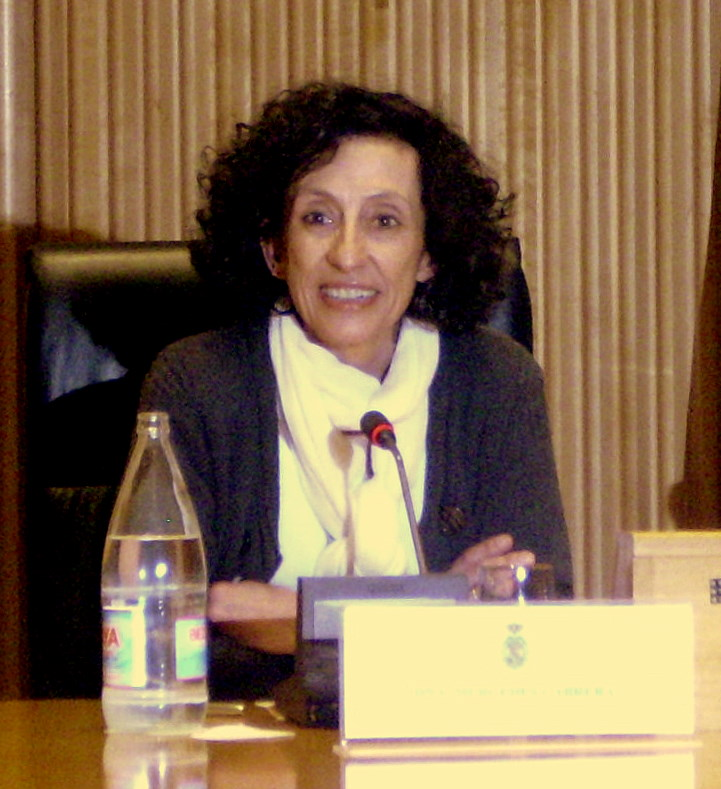
Mercedes Cabrera nel 2009

Ha adattato le università spagnole allo Spazio europeo dell'istruzione superiore. Ha stabilito il principio dell'autonomia universitaria, abolendo il catalogo chiuso dei corsi di laurea e consentendo agli atenei di definire il nome e il contenuto dei titoli universitari che insegnano, che devono essere successivamente valutati e ratificati dall'Agenzia Nazionale per la Valutazione della Qualità (ANECA). Ha inoltre sostituito il sistema di abilitazione per l'accesso ai posti di docente universitario con l'accreditamento, anch'esso valutato da ANECA.
Dopo le elezioni generali del 9 marzo 2008, il presidente del governo José Luis Rodríguez Zapatero l'ha nominata, il 12 aprile, capo del ministero dell'Istruzione, delle politiche sociali e dello sport. Il nuovo ministero perse i suoi poteri in materia di università e ricerca, e vi aggiunse quelli relativi alla politica sociale. Ha cessato di essere ministro nel rimpasto di governo del 7 aprile 2009, venendo sostituita da Ángel Gabilondo nelle competenze dell'Istruzione, mentre quelli legati alle politiche sociali sono entrati a far parte del Ministero della Salute, guidato da Trinidad Jiménez.
A differenza di Pedro Solbes, Bernat Soria e César Antonio Molina, anch'essi destituiti dal governo, mantiene il suo mandato parlamentare. È entrata a far parte della commissione per la cultura nel settembre 2009 e della commissione bicamerale per l'Unione europea nell'aprile 2010.. Non si è ricandidata alle elezioni generali del 20 novembre 2011, ponendo così fine alla sua carriera politica.

## Vita privata
Si è sposata con il filosofo Alfredo Deaño, che morì prematuramente, e con il quale ebbe un figlio, anch'egli di nome Alfredo. In seguito ha sposato Carlos Arenillas, ex vicepresidente della National Securities Market Commission (CNMV) - l'autorità di vigilanza della Borsa di Madrid - con il quale ha avuto una figlia.

## Opere
- La patronal ante la Segunda República. Organizaciones y estrategia (1931-1936), Editorial Siglo, 1983 ISBN 84-323-0469-7
- La industria, la prensa y la política: Nicolás María de Urgoiti (1869-1951), Alianza Editorial, 1994 ISBN 84-206-9406-1
- Con luz y taquígrafos: el Parlamento en la Restauración (1913-1923), Editorial Taurus, 1998, ISBN 84-306-0293-3
- Santiago Alba (1872-1949): un liberal en tiempos difíciles, in F. Comín, P. Martín-Aceña y M. Martorell Linares (a cura di): La hacienda desde sus ministros. Del 98 a la guerra civil, Zaragoza, Prensas Universitarias de Zaragoza, pp. 221-247, 2000, ISBN 84-7733-540-0
- El poder de los empresarios. Política y economía en la España contemporánea (1875-2000), Editorial Taurus, 2002, ISBN 84-306-0439-1
- Juan March (1880-1962), Marcial Pons, Ediciones de Historia, 2011, ISBN 9788492820405
- Jesús de Polanco, capitán de empresas, Galaxia Gutenberg, 2015, ISBN 9788416252855